# Bucekia dissimilis
Bucekia dissimilis är en stekelart som beskrevs av Nikol'skaya 1960. Bucekia dissimilis ingår i släktet Bucekia och familjen bredlårsteklar.
Artens utbredningsområde är:
- Turkmenistan.
- Tadzjikistan.

Inga underarter finns listade.